# Karekin II. Nersissian

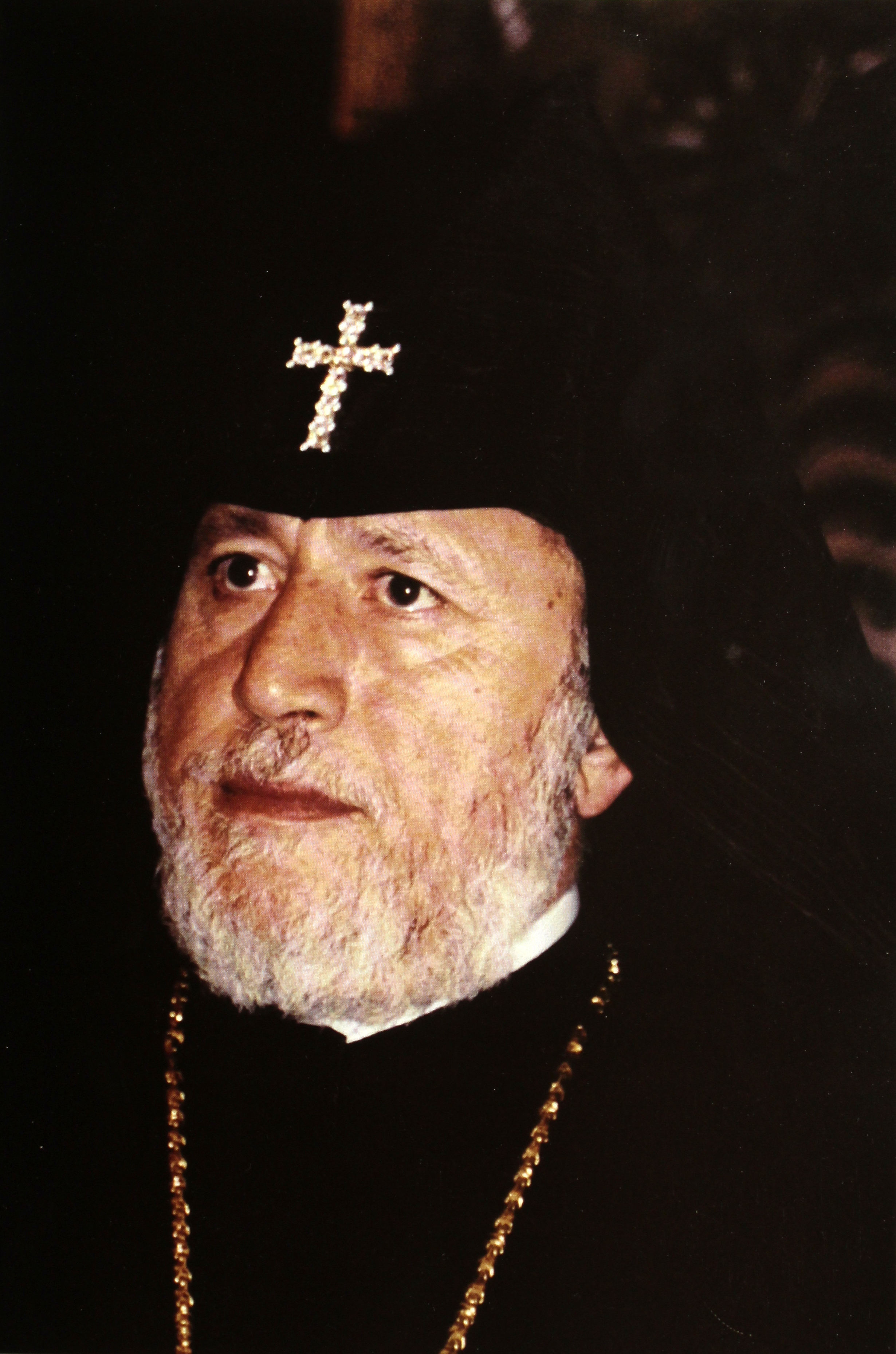
Karekin II.

Karekin II. Nersissian (armenisch Գարեգին Բ; * 21. August 1951 in Woskehat, Armenische SSR) ist der amtierende „Oberste Patriarch und Katholikos aller Armenier“, das heißt von Etschmiadsin, in der Armenischen Apostolischen Kirche.
Ktritsch (Taufname) Nersissian (armenisch Կտրիճ Ներսիսյան) trat 1965 in das Seminar von Etschmiadsin ein. 1970 wurde er zum Diakon geweiht. Mit seiner Ordination zum Mönchspriester 1972 nahm er den Namen Karekin an. Ab 1975 studierte er an der Universität Bonn und leitete die Armeniergemeinde in Köln. Ein Aufbaustudium an der russisch-orthodoxen Geistlichen Akademie von Sagorsk schloss er 1979 ab. Seit 1980 wirkte er in der vom Katholikos geleiteten Diözese Ararat und wurde am 23. Oktober 1983 durch Katholikos Wasgen I. (1956–1994) zum Bischof geweiht sowie zum Patriarchalvikar für die Diözese Ararat bestellt. 1992 erhielt er den Titel Erzbischof.
Am 27. Oktober 1999 wurde er zum Nachfolger des am 29. Juni 1999 verstorbenen Katholikos Karekin I. gewählt. Zur Wahl waren 455 Delegierte aus der Republik Armenien und Teilen der Diaspora zusammengekommen. Der von der Regierung Armeniens offen unterstützte Karekin Nersissian erhielt 265 der abgegebenen Stimmen. Weihe und Inthronisation erfolgten am 4. November 1999.
Karekin II. gilt als 132. Katholikos der armenisch-apostolischen (orientalisch-orthodoxen) Kirche. Ein weiterer armenisch-apostolischer Katholikos leitet das Katholikat von Kilikien.

## Kritik und Rücktrittsforderungen
Im Februar 2015 präsentierte das Internationale Netzwerk Investigativer Journalisten das Projekt „Swiss Leaks“, bei dem Tausende als vertraulich eingestufte Dokumente der HSBC Private Bank (Suisse) veröffentlicht und von Steuerbehörden verschiedener Länder ausgewertet wurden. Aus diesen Enthüllungen ging hervor, dass auch der armenische Katholikos Karekin II. zu den Kunden der HSBC zählte und in den Jahren 2006–2007 ein verstecktes Vermögen von 1,1 Millionen Dollar hatte.
Im April 2018 ereignete sich die samtene Revolution in Armenien, die den Rücktritt des frisch gewählten Premierministers Sersch Sargsjan zur Folge hatte. Dieser hatte zuvor das Präsidentenamt bekleidet, das nach dem umstrittenen Verfassungsreferendum 2015 in der vorherigen Form abgeschafft worden war. Danach geriet Karekin II. wegen seiner engen Verbindungen zu den alten Eliten unter Druck. Anfang Juli versammelten sich die Mitglieder der Bürgerbewegung „Neues Armenien, neuer Patriarch“ vor der Zentrale des Katholikosats von Etschmiadsin und forderten ihn auf, sein Amt niederzulegen. Abgesehen von seiner Nähe zum sogenannten „Sargsjan-Clan“ wird Karekin II. vorgeworfen, Reliquien und heilige Güter verkauft zu haben.